# Didrik Pining
Didrik Pining (ou Dietrich, Diderik ; 1428, Hildesheim - 1491, Vardø) est un navigateur et un pirate et corsaire allemand au service tout d’abord de Hambourg, puis du Danemark. Il obtient, pour ses services, d’être nommé gouverneur d’Islande en 1478. Il est possible qu’il ait atteint les côtes américaines en 1473 lors d’un voyage vers le Groenland. 

## Biographie
Entre 1471 et 1473, alors au service du roi de Danemark Christian Ier, il participe en compagnie de Hans Pothorst, originaire comme lui de Hildesheim, et du navigateur Johannes Scolvus (John Skolp), personnalité mal connue, à une expédition dans l’Atlantique nord vers le Groenland, au cours de laquelle il aurait peut-être atteint Terre-Neuve et le Labrador. Certains estiment qu’il s’agit de la même expédition que celle de João Vaz Corte-Real, qui aurait été montée conjointement par le Danemark et le Portugal.
Néanmoins, le voyage doit être reconstitué d’après des informations éparses et l'hypothèse que Pining et ses compagnons aient atteint l'Amérique vingt ans avant Colomb est controversée.
Hans-Friedrich Blunck (1888-1961), écrivain et responsable culturel du IIIe Reich particulièrement intéressé par les thèmes nordiques et hanséates dont les sagas, soutint cette hypothèse dans Die grosse Fahrt. Ce roman historique est consacré à cette aventure idéalisée de Pining qui, signe des temps, fait la part belle aux Allemands et à leurs auxiliaires scandinaves, précurseurs de Christophe Colomb. 
Dans sa ville natale de Hildesheim, une école primaire porte son nom (Didrik-Pining-Grundschule), ainsi qu’une salle de l’hôtel de ville et une rue.